# 内比都县
内比都县，原名彬马那县（ပျဉ်းမနားခရိုင်），是缅甸内比都联邦区历史上的一个县份。

## 历史沿革
2006年2月，缅甸政府将新首都内比都附近隶属于曼德勒省央米丁县的彬马那镇区、达贡镇区和莱韦镇区3个镇区析置为彬马那县。2008年11月，首都内比都城区析置为内比都镇区。2009年1月，彬马那县更名为内比都县。3月，内比都镇区分为萨布提里镇区、欧塔拉提里镇区、德金那提里镇区、波巴提里镇区和杰雅提里镇区5个镇区。2011年，根据2008年新宪法，设立内比都联邦区，范围为内比都县。2013年1月，内比都县分为欧塔拉县和德金那县2县。

## 行政区划
2012年，内比都县下辖彬马那镇区、达贡镇区、莱韦镇区、萨布提里镇区、欧塔拉提里镇区、德金那提里镇区、波巴提里镇区和杰雅提里镇区8个镇区。